# Jeremy Hanley
Sir Jeremy Hanley KCMG (* 17. November 1945) ist ein britischer Politiker der Conservative Party, der zwischen 1983 und 1997 als Mitglied des House of Commons den Wahlkreis Richmond and Barnes vertrat und zeitweise Minister ohne Geschäftsbereich war.

## Leben
Nach dem Besuch der Rugby School wurde Hanley, Sohn der Schauspieler Jimmy Hanley und Dinah Sheridan sowie Bruder der Schauspielerin Jenny Hanley, 1963 Mitarbeiter der Unternehmensberatungs-, Steuerberatungs- und Wirtschaftsprüfungsgesellschaft  Peat Marwick Mitchell & Company. Dort wurde er 1969 zunächst Wirtschaftsprüfer und 1980 Chartered Certified Accountant. Zugleich war er als Vizevorsitzender und Lecturer für Recht an der Financial Training Company tätig und bildete dort Wirtschaftsprüfer aus.
Nachdem Hanley 1978 bei einer Nachwahl (By-election) ohne Erfolg im Wahlkreis Lambeth Central kandidierte, wurde er bei den Unterhauswahlen vom 9. Juni 1983 erstmals zum Mitglied des House of Commons gewählt und vertrat dort bis zum 1. Mai 1997 den Wahlkreis Richmond and Barnes. Während seiner Parlamentszugehörigkeit war er von 1987 bis 1990 Parlamentarischer Privatsekretär von Kunstminister Richard Luce sowie für kurze Zeit von Umweltminister Chris Patten.
1990 überbahm er sein erstes Regierungsamt als „Juniorminister“ nachdem er zum Parlamentarischen Unterstaatssekretär im Nordirlandministerium ernannt wurde und war im Anschluss von 1993 bis 1994 Staatsminister im Verteidigungsministerium.
1994 erfolgte seine Berufung zum Minister ohne Geschäftsbereich in das Kabinett von Premierminister John Major und war zugleich in dieser Zeit bis 1995 Vorsitzender (Chairman) der Konservativen Partei. Im Anschluss war er zwischen 1995 und 1997 Staatsminister im Foreign and Commonwealth Office, dem Ministerium für Auswärtiges und das Commonwealth of Nations.
Nach der Auflösung seines Wahlkreises kandidierte er bei den Unterhauswahlen vom 1. Mai 1997 im neugeschaffenen Wahlkreis Richmond Park, unterlag jedoch der Kandidatin der Liberal Democrats, Jenny Tonge.
Nach seinem Ausscheiden aus dem Unterhaus wurde er zum Knight Commander des Order of St Michael and St George ernannt und führt seither den Namenszusatz „Sir“. Zugleich übernahm er verschiedene Aufgaben in der Privatwirtschaft und war unter anderem Direktor der Arabisch-Britischen Handelskammer.